# Зоран Бошковский
Зоран Бошковский (мак. Зоран Бошковски; нар. 11 грудня 1967, Скоп'є, СР Македонія) — югославський та македонський футболіст та тренер, виступав на позиції нападника.

## Клубна кар'єра
Вихованець «Вардара». Дорослу футбольну кар'єру розпочав 1980 року у «Тетексі». У 1985 році повернувся у «Вардар». З 1988 по 1990 рік виступав у «Пелістері» (за виключенням нетривалого періоду часу в 1989 році, коли Бошковський знову грав за «Вардар»). Даних про кар'єру Зорана з 1990 по 1992 рік немає. У 1993 році переходить до «Сілекса». У складі команди двічі ставав найкращим бомбардиром Першої ліги Македонії, у сезоні 1993/94 років — з 21-а голом, а в сезоні 1995/96 років — з 20-а голами.
Інформація про виступи Бошковського з 1997 по 1998 рік була відсутня. Сезон 1999/00 років відіграв у «Работнічках». Після цього ще один сезон провів у «Шкендії». У 2001 році завершив футбольну кар'єру.

## Кар'єра в збірній
З 1993 по 1996 рік зіграв 16 матчів та відзначився 5-а голами у футболці національної збірної Македонії. Зоран став першим футболістом новоствореної македонської збірної, який відзначився голом у дебютному для македонців міжнародному матчі. Сталося це у 1993 році вже на 3-й хвилині переможного (4:1) поєдинку проти Словенії.

## Кар'єра тренера
По завершенні футбольної кар'єри розпочав тренерську діяльність. Спочатку працював асистентом у тренерських штабах збірної Македонії, «Работнічок», молодіжної збірної Македонії та «Тетекса». У 2014 році призначений виконувачем обов'язків головного тренера «Тетекса», згодом став повноцінним головним тренером команди. Проте вже наступного року залишив займану посаду.

## Досягнення

### Командні
«Тетекс»
- Чемпіонат СР Македонії
  -  Чемпіон (1): 1984/85

«Сілекс»
- Перша ліга Македонії
  -  Чемпіон (1): 1995/96

### Індивідуальні
- Найкращий бомбардир Перша ліга Македонії (2): 1993/94 (21 гол), 1995/96 (20 голів)